# Petit éloge des anti-héroïnes de séries
 (juin 2024).
Petit éloge des anti-héroïnes de séries est un livre écrit par les journalistes françaises Anaïs Bordages et Marie Telling, publié en octobre 2022 aux éditions Les Périgrines.
L'ouvrage recense 49 personnages féminins de séries télévisées, considérés comme des anti-héroïnes. Les co-autrices y décryptent leur représentation à l’écran et les clichés dont elles font souvent l’objet,,,.

## Publication de l'ouvrage

### D'héroïnes à anti-héroïnes
Anaïs Bordages est journaliste séries et cinéma indépendante,, Marie Telling est cheffe du service Société, culture et vie privée pour le magazine Elle.
Les éditions Les Périgrines les approchent initialement pour rédiger un ouvrage autour des héroïnes de séries télévisées. Les journalistes évoquent régulièrement ce sujet dans leur podcast, Peak TV, produit par Slate Podcasts, qu'elles ont cocréé et animent depuis 2019.
Au fil de leurs échanges pour sélectionner les personnages féminins qui intégreront le livre, les co-autrices font ce constat : les femmes qui les inspirent, auxquelles elles s'identifient le plus, sont toutes des anti-héroïnes. Elles font alors le choix de changer l'orientation du livre,.

### Déconstruire les clichés autour de la féminité
Les co-autrices sont parties du constat que les anti-héros masculins sont omniprésents dans la pop culture et le cœur du public, contrairement aux personnages féminins plus subversifs, moins représentés et dont on accepte moins les complexités.
Choisir de mettre en lumière ces femmes est une façon, pour les co-autrices, d'analyser l'impact de ces personnages, leurs défauts et leurs imperfections, sur des spectatrices soumises également à des idéaux de perfection,,.

« Dans la fiction comme dans la réalité, les femmes sont tenues à des standards de beauté et de perfection inaccessibles. Elle se doivent d'être irréprochables et de satisfaire des injonctions toujours plus contradictoires, sous peine d'être immédiatement discréditées, jugées ou considérées comme repoussantes. »

— Anaïs Bordages et Marie Telling, Petit éloge des anti-héroïnes de séries
La portée des œuvres de fiction n'est pas négligeable pour les co-autrices qui affirment que la représentation de ces anti-héroïnes à l'écran « peut être une manière pour les spectatrices d’accepter leurs défauts avec plus de bienveillance. »,,

## Liste des anti-héroïnes

### Le choix des catégories
Les autrices ont fait le choix de classer les anti-héroïnes dans des catégories reprenant des clichés sexistes, eux-mêmes utilisés dans les séries où ces personnages apparaissent. Réutiliser ces termes leur permettent, au fil de l'ouvrage, de prouver qu'elles ne se résument pas à ces simples qualificatifs,,.
Elles espèrent néanmoins que ces catégories, avec l'évolution récente des séries télévisées, mettant en avant des personnages féminins réalistes, moins unidimensionnels, seront obsolètes d'ici quelques années.

### Catégories d'anti-héroïnes présentes dans l'ouvrage

#### Les mères indignes
- Livia Soprano (Les Soprano)
- Betty Draper (Mad Men)
- Sam Fox (Better Things)
- Cersei Lannister (Game of Thrones)
- Lois Wilkerson (Malcom)

#### Les superficielles
- Rachel Green (Friends)
- Gabrielle Solis (Desperate Housewives)
- Mindy Lahiri (The Mindy Project)

#### Les castratrices
- Skyler White (Breaking Bad)

#### Les traînées
- Samantha Jones (Sex and the city)
- Jen Lindley (Dawson)
- Faith Lehane (Buffy contre les vampires)
- Nina Sergeevna (The Americans)
- Fleabag (Fleabag)

#### Les repoussoirs
- Hannah Horvath (Girls)
- Martha Hanson (The Americans)
- Liz Lemon (30 Rock)
- Peggy Olson (Mad Men)

#### Les hystériques
- Carrie Mathison (Homeland)
- Daenerys (Game of Thrones)
- Amy Jellicoe (Enlightened)
- Rebecca Bunch (Crazy Ex-Girlfriend)

#### Les coincées
- Diane Chambers (Cheers)
- Bree Van de Kamp (Desperate Housewives)
- Charlotte York Goldenblatt (Sex and the City)
- Monica Geller (Friends)
- Elizabeth II (The Crown)
- Molly Carter (Insecure)

#### Les pestes
- Nellie Oleson (La petite maison dans la prairie)
- Cordelia Chase (Buffy contre les vampires)
- Blair Waldorf (Gossip Girl)

#### Les carriéristes
- Cristina Yang (Grey’s Anatomy)
- Alicia Florrick (The Good Wife)
- Olivia Pope (Scandal)
- Olivia Clarke (Halt and Catch Fire)

#### Les psychopathes
- Kimberly Shaw (Melrose Place)
- Villanelle (Killing Eve)
- Carol Peletier (The Walking Dead)
- Patti Levin (The Leftovers)
- Jenny Schecter (The L Word)

#### Les traîtresses
- Selina Meyer (Veep)
- Siobhan « Shiv » Roy (Succession)

#### Les mauvaises victimes
- Laura Palmer (Twin Peaks)
- Arabella Essiedu (I May Destroy You)

#### Les revêches
- Elizabeth Jennings (The Americans)
- Camille Preaker (Sharp Objects)
- Annalise Keating (How to get away with murder)
- Elaine Benes (Seinfeld)
- Nora Durst (The Leftovers)

## Réception
L'Humanité évoque "un livre résolument féministe qui offre une perspective nouvelle sur des personnages féminins mythiques."
Le média l'Éclaireur parle d'un "hommage aussi féministe qu’affectueux."
Pour la chaine de télévision suisse RTS, le livre "propose un panorama féminin original du petit écran".
La journaliste Pauline Leduc pour Madmoizelle "adhère complètement à cette mise en avant de personnages faillibles, loin donc des héroïnes badass et forcément puissantes dont on nous abreuve" mais regrette "l’absence d’un index des nombreux personnages évoqués qui permettrait de pouvoir picorer l’ouvrage comme un dictionnaire."
Les autrices ont été invitées par les organisateurs de Séries Mania, festival international des séries, à partager leur expertise sur les séries et leurs anti-héroïnes, lors de l'édition 2022.